# Alan Thompson (kajakarz)
Alan Blair Thompson (ur. 14 czerwca 1959 w Gisborne) – nowozelandzki kajakarz, dwukrotny złoty medalista olimpijski z Los Angeles.
W 1980 wystartował – jako jeden z zaledwie czterech Nowozelandczyków – pod olimpijską flagą w Moskwie. Jedyne medale – dwa złote – wywalczył w Los Angeles, w czwórkach oraz jedynkach (na dystansie 1000 m). Brał udział w IO 88. Na mistrzostwach świata zdobył łącznie trzy medale, wielokrotnie był mistrzem Nowej Zelandii.